# مایکل سارازین
مایکل سارازین (به انگلیسی: Michael Sarrazin) (زاده ۲۲ مهٔ ۱۹۴۰-درگذشته ۱۷ آوریل ۲۰۱۱) بازیگر کانادایی بود.
از کارهای معروف او می‌توان به بازی در فیلم به خاطر پیت و فرانکشتاین: داستان واقعی اشاره کرد.